# Dauletmurat Tazhimuratov
Dauletmurat Tazhimuratov (Karakalpak: Дәулетмурат Мырзамурат улы, romanizado: Tájimuratov Dáwletmurat Mırzamurat uly; nacido c. 1979) – es un abogado, defensor de derechos humanos y periodista Karakalpak. Dauletmurat Tazhimuratov votó en contra de las enmiendas a la Constitución de Karakalpakstán, que le privaban de soberanía y del derecho a separarse de Uzbekistán mediante referéndum. En enero de 2023, fue condenado a 16 años de prisión por "orquestar disturbios masivos" e "intentar tomar el poder" en lo que Human Rights Watch describió como un juicio por motivos políticos.En noviembre de 2023, las Naciones Unidas emitieron una declaración pidiendo al gobierno uzbeko que detuviera la persecución de Tazhimuratov y otros defensores de los derechos de las minorías.
En septiembre de 2023, después de visitar la prisión de Navoi, el abogado de Tazhimuratov, Sergey Mayorov declaró que Tazhimuratov estaba aislado en prisión; mantenido en una habitación oscura sin acceso a la luz del sol; impedido de hacer ejercicio, trabajar, leer y escribir; y no recibir un acceso adecuado a la atención sanitaria y a la alimentación. Mayorov proporcionó una carta que Tazhimuratov había escrito al defensor del pueblo Feruza Eshmatova, en la que comparaba las condiciones carcelarias con las del kanato de Jiva.
El 28 de noviembre, después de visitar la prisión, Mayorov afirmó lo siguiente: "A Dauletmurat no se le permite enviar cartas desde la colonia, no le entregan cartas dirigidas a él personalmente. No recibe ninguna charla educativa. Está aislado de otros presos, es decir, crean una atmósfera opresiva en esta institución, es decir, ellos (la administración de la colonia Navoyi) crean dificultades artificiales adicionales para destruir el espíritu de esta persona veraz y amante de la libertad, la voz de los intereses del pueblo de Karakalpakstán. Mencionaré algunas formas más de humillación e insultos que aplica la administración de la colonia de Navoi. Por ejemplo, cuando se lleva comida a Dauletmurat, se le pide que exprese su gratitud a la administración de la colonia por ello. Después de agradecer, debe cantar el himno de Uzbekistán - 4 versos".
En julio de 2024, experto del centro de derechos humanos "Memorial" Vitaliy Ponomarev afirmó que Dauletmurat fue golpeado por agentes de la colonia Navayi. Además, Tazhimuratov dijo que la administración de la colonia no le permite enviar ni recibir cartas de su abogado y su familia. 